# Brenda Lane
Brenda Line ou Brenda H. Lane est une actrice du cinéma muet americain, elle est peut-être née en 1910, et décédée (suicide) le 30 novembre 1942 à New York. 

## Filmographie
- 1924 : Along Came Ruth  : Annabelle Burnham
- 1924 : Rip Roarin' Roberts : Estelle Morgan
- 1925 : The Flame Fighter : Alie Baker
- 1926 : The New Klondike : Bird Dog

## Remarque
Date de naissance déduite à partir de l'acte de décès à trouver à New York.